# Leopoldo de Almeida

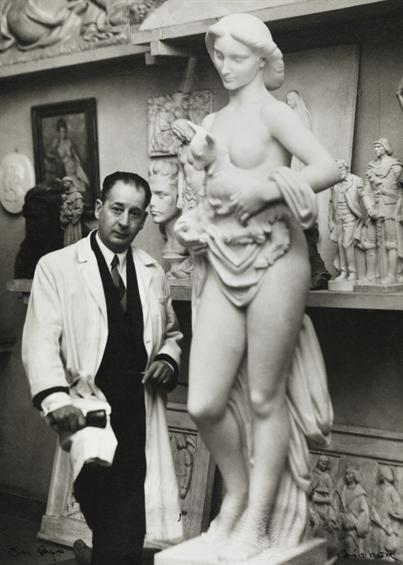
Leopoldo de Almeida in seinem Atelier

Leopoldo Neves de Almeida (* 18. Oktober 1898 in Lissabon; † 28. April 1975 ebenda) war ein portugiesischer Bildhauer und Professor, der zur zweiten Generation der modernistischen portugiesischen Künstler gehörte.
Im Laufe seiner intensiven Tätigkeit, die mehr als ein halbes Jahrhundert andauerte, wurde Leopoldo de Almeida zu einer prägenden Figur in der portugiesischen Bildhauerei des 20. Jahrhunderts und insbesondere zu einem der besten Repräsentanten der offiziellen modernisierten Plastik, die vom Estado Novo betitelten Salazarismus eingeführt wurde. Er war der Urheber eines verschiedenartigen Oeuvres, in dem er einen „klassisch definierten Akademismus“ mit erfrischenden Elementen der Moderne verschmolz. Er schuf und modellierte Porträts, historische Figuren, Skulpturen mit religiöser Thematik etc. und führte viele Aufträge für die Gestaltung öffentlicher Plätze vor allem in Lissabon und Porto aus.

## Biographie

### Die Anfangsjahre von Lissabon bis Rom
Leopoldo wurde als Sohn von Eduardo Neves de Almeida und Joana Tristão Neves am 18. Oktober 1898 geboren. Er besuchte von 1906 bis 1912 die Berufsschule No. 1 in Lissabon, wo er seine Einführung in die Betätigungsfelder Zeichnung und Bildhauerei erhielt. 1913 schrieb er sich auf Empfehlung eines seiner Lehrer an der Lissaboner Escola Superior de Belas-Artes für den Allgemeinen Zeichenkurs ein und 1916 für den Speziellen Kurs in Bildhauerei, den er 1920 abschloss. An dieser Hochschule der Schönen Künste zählten u. a. der Maler Columbano Bordalo Pinheiro und sein späterer väterlicher Freund Luciano Martins Freire (* 11. Juni 1864; † 28. Januar 1934) zu seinen Professoren. Zu seinen Mitschülern gehörte der modernistische Architekt Porfírio Pardal Monteiro.
1924 beteiligte er sich erstmals an einem Wettbewerb für einen öffentlichen Auftrag, und zwar für das Denkmal für die Opfer des Ersten Weltkriegs, wofür er in Zusammenarbeit mit dem Architekten Luís Cristino da Silva (* 1896; † 1976) den dritten Platz zugesprochen bekam. Im Folgejahr beteiligte er sich an der Dekoration des luxuriösen Tanzlokals Bristol Club in Lissabon mit zwei Reliefs weiblicher Figuren, die im Profil zu sehen sind. 1926 verbrachte Leopoldo vier Monate in Paris, wo er die freie Kunstakademie Grande Chaumière im Montparnasse besuchte und mit dem Bildhauer und Illustrator Antoine Bourdelle in Kontakt kam. Noch im November 1926 reiste er dann nach Rom, wo er 20 Monate lang blieb.
Während seines Italienaufenthalts schuf er sein erstes bedeutendes Werk Melancolia do Ancestral (= Melancholie des Ahnen, üblicherweise Fauno genannt), das er per Dampfer nach Portugal schickte und das die Treue seiner Ausbildung zum Geist des 19. Jahrhunderts belegt. 1928 hatte er seine einzige Einzelausstellung in der Künstlerpension Santo António dos Portugueses in Rom. Nach Kurzbesuchen in Florenz und Venedig kehrte er 1929 nach Portugal zurück, wo er mehrere seiner Werke auf der Ausstellung der Nationalen Gesellschaft der Schönen Künste präsentierte. Darunter befand auch der Fauno, der ihm eine Medaille 1. Klasse im Bereich Bildhauerei eintrug. 1929 erhielt er für seine Statuengruppe Homenagem póstuma (= posthume Ehrung) zusammen mit den Malern Fernando dos Santos und Domingos Maria Rebelo den jährlichen Rocha-Cabral-Preis vom Rat für Kunst und Archäologie der Nationalen Akademie der Schönen Künste in Lissabon.

### Rückkehr und künstlerische Reife
Das erste öffentliche Werk, an dem Leopoldo de Almeida nach seiner Rückkehr aus Italien mitarbeitete, war der Bau des Denkmals für Sebastião José de Carvalho e Melo, den Marquês de Pombal, in Lissabon. Da sein Vater während seines Italienaufenthalts gestorben war, trug er die finanzielle Verantwortung für die Familie und hatte keine Wahl, als sich um alle Arbeiten zu bewerben, die angeboten wurden. So half er Francisco dos Santos (* 22. Oktober 1878; † 27. Juni 1930) bei der Herstellung des Monumento Pombal und trat in den Kreislauf der öffentlichen Auftragsarbeiten ein. Als dos Santos 1930 starb, vollendete Leopoldo zusammen mit seinem Neffen José Simões de Almeida (* 17. Juni 1880; † 2. März 1950) das Denkmal, welches 1934 eingeweiht wurde. Im selben Jahr 1930 nahm er mit der Avantgarde der portugiesischen Künstler dieser Zeit am ersten „Salon der Unabhängigen“ teil.
1932 lehrte er zum ersten Mal Zeichnung an der Nationalen Gesellschaft der Schönen Künste, was den Einstieg in seine Dozententätigkeit bedeutete. Nachdem er zwei Jahre später den offiziellen Ausschreibungswettbewerb gewonnen hatte, übernahm er eine Stelle als Professor für Zeichnung an der Escola Superior de Belas-Artes in Lissabon, die er in den 1950er Jahren mit dem Unterricht in Bildhauerei kombinieren und erst im April 1963 verlassen sollte. Am 30. Januar 1932 heiratete er Marina Sousa Neves e Castro und am 23. Dezember desselben Jahres wurde der erste gemeinsame Sohn, Leopoldo de Castro Neves Almeida, geboren, der später Architekt werden sollte.
1934 führte er für das im Art-déco-Stil erbaute Cineteatro Éden in Lissabon eine Serie von Basreliefs aus, die von seinem Pariser Lehrer Antoine Bourdelle inspiriert waren. In Kooperation mit seinem Schulfreund Pardal Monteiro gewann er den Wettbewerb für das Denkmal für António José de Almeida in Lissabon, das 1937 eingeweiht wurde und gemäß Rodrigues França „bedeutsam für die Bildhauerkunst jener Epoche war und in seiner modernistischen Gestaltung dieser Schutzfigur der Republik besondere Aufmerksamkeit verdient.“ Weiterhin führte Leopoldo Aufträge für die 1933–1938 von Pardal Monteiro errichtete Kirche Nossa Senhora do Rosário de Fátima im Lissaboner Stadtteil Campo Pequeno aus, und zwar: die Jungfrau von Fátima mit den Hirtenkindern, die Auferweckung des Lazarus und einen hl. Johannes den Täufer.
Leopoldo de Almeida begann, sich auf natürliche Weise dem nationalistischen politischen und kulturellen Kontext und dessen spezifischem Programm für die Bildhauerei zu adaptieren, das „auf der Anpassung der Formen an eine modernistische Sprache und der Verwirklichung eines Katalogs monumentaler Gedenkorte basierte. […] Seine produktivste Periode fiel mit der Zeit großer öffentlicher Aufträge zusammen, die durch den Estado Novo und die von António Ferro vertretene „Politik des Geistes“ angefacht wurde, weshalb er der Bildhauer war, der in dieser Zeit die meisten öffentlichen Arbeiten ausführte. Leopoldo de Almeida verstand das ideologische und ästhetische Programm des Regimes, in das sich sein traditioneller naturalistischer Geschmack einfügte, den er mit subtilen modernistischen Anspielungen verband“. Im Rahmen dieser Vorgaben entwarf er die Statuen von Marschall António Óscar de Fragoso Carmona (die auf der New Yorker Weltausstellung 1939/40 präsentiert wurde), von Präsident António de Oliveira Salazar (1939 enthüllt in dessen Geburtsstadt Santa Comba Dão) und das Flachrelief der Gefangennahme von Ngungunhane für das Denkmal von Joaquim Augusto Mouzinho de Albuquerque, das 1940 in Lourenço Marques (heute Maputo) enthüllt wurde, das erste seiner Art, das von der portugiesischen Regierung in Auftrag gegeben wurde.
Die 1940er Jahre waren im Schaffen dieses Bildhauers das bemerkenswerte Jahrzehnt. 1940 wurde ihm die Ehrenmedaille der Nationalen Gesellschaft der Schönen Künste zugesprochen und ebenso der Soares dos Reis-Preis des Secretariado de Propaganda Nacional. Im selben Jahr nahm er auch mit zwei großformatigen Arbeiten, die ein „moderner und mit Selbstsicherheit praktizierter Akademismus“ auszeichnet, an der Ausstellung der Portugiesischsprachigen Welt teil, die vom 23. Juni bis 2. Dezember in Lissabon abgehalten wurde: Soberania (= Souveränität) und Padrão dos Descobrimentos (= Denkmal der Entdeckungen). Die Statue der Soberania nahm einen bedeutenden Platz auf dem Ausstellungsgelände in Belém ein und verkörperte als gepanzerte weibliche Figur, welche eine Armillarsphäre hält, die allegorische Idee der Heimat und der portugiesischen Präsenz auf allen fünf Kontinenten, die auf einer Säule eingraviert sind, auf die sich die Figur stützt. Das Denkmal der Entdeckungen, in Zusammenarbeit mit José Ângelo Cottinelli Telmo entworfen, kann als „endgültige Synthese des Geistes dieser Ausstellung und der hierfür notwendigen und möglichen Architektur“ gesehen werden. In ihm integriert de Almeida „Dutzende von Figuren von Seefahrern und Entdeckern, die, immer unter dem formalen Einfluss eines Nuno Gonçalves, sich aufsteigend auf zwei sich aufeinander zubewegenden Rampen zu Prinz Heinrich dem Seefahrer hinbewegen, der starr wie auf dem Bug eines Schiffes steht“.

### Repräsentation in Sammlungen – öffentliche Auszeichnungen
Ab 1954 übereignete er dem Museu José Malhoa in Caldas da Rainha einige seiner bedeutenden Werke. Dabei handelt es sich dabei um Arbeiten aus verschiedenen Phasen und von unterschiedlicher Bedeutung, sie geben aber dennoch einen Einblick in die Person des Bildhauers Leopoldo de Almeida und in die anderen Werke, die er neben denen, die an öffentlichen Plätzen und in Parks zu sehen sind, geschaffen hat. Er ist in zahlreichen öffentlichen und privaten Sammlungen vertreten, darunter das Museu Calouste Gulbenkian für moderne Kunst, Lissabon, das Museu do Chiado, Lissabon, das erwähnte Museu José Malhoa in Caldas da Rainha, das Stadtmuseum von Lissabon usw.
- 4. März 1941: Kommandeur des Militärordens Sant´Iago da Espada (Orden des heiligen Jakob vom Schwert)
- 10. April 1956: Offizier des Ordens für Öffentliche Bildung
- 5. September 1957: Kommandeur des Ordens für Öffentliche Bildung[11]
- 12. März 1970: Beförderung zum Groß-Offizier des Militärordens Sant´Iago da Espada[11]
- 1973: Wohltätigkeitsmedaille des Portugiesischen Roten Kreuzes

## Ausgewählte Werke
| Jahr      | Name                                                   | Ort | Beschreibung | Bild                           |
| --------- | ------------------------------------------------------ | --- | --- | ------------------------------ |
| Juli 1927 | „Melancolia do Ancestral“, üblicherweise „Fauno“       | Museu Nacional de Arte Contemporânea do Chiado, Lissabon                                                       | In Rom angefertigte Bronzestatue; „Thema des Werkes ist die Traurigkeit eines Satyrs, der sich verachtet fühlt und die Ursache seines Unglücks in seiner tierischen Abstammung findet.“ (Originalzitat Leopoldo de Almeida)                                                                                    |                                |
| Mai 1928  | „Homenagem póstuma“                                    | Parque do Monteiro-Mor, Lissabon                                                                               | In Rom angefertigte Bronzestatue; „Die schönste Kleidung einer Frau sind die Arme des Mannes, den sie liebt.“ (Zitat von João Cutileiro, Ausstellungsflyer 2008) |                                |
| 1934      | Basreliefs mit Tanz-, Theater- und Musikszenen         | Cineteatro Éden, Santa Justa, Lissabon                                                                         | Insgesamt 9 Basreliefs für den Giebelfries des Art-déco-Gebäudes; v. l. n. r. folgende Motive: Tanz, Kino, Zarzuela, portugiesisches Theater, Glorifizierung des Theaters und der Musik, griechisches Drama, Revue, Gesang, Musik                                                                              |                                |
| Mai 1934  | Statue des Marquês de Pombal                           | Praça do Marquês de Pombal, Lissabon                                                                           | Standbild des Sebastião José de Carvalho e Melo, Marquês de Pombal e Conde de Oeiras; vollendet von Leopoldo de Almeida nach dem Tod des gestaltenden Bildhauers Francisco dos Santos 1930. |                                |
| 1935–37   | Denkmal für António José de Almeida                    | Kreisverkehr der Avenida António José de Almeida mit der Rua Alves Redol und der Rua Bacelar e Silva, Lissabon | In Zusammenarbeit mit Porfírio Pardal Monteiro ausgeführtes Denkmal mit der Bronzestatue des portugiesischen Präsidenten (1919–1923) vor einer allegorischen Darstellung der „Schutzfrau der portugiesischen Republik“ mit Wappenschild und Lorbeerkranz                                                       |                                |
| 1940      | Padrão dos Descobrimentos (= Denkmal der Entdeckungen) | Tejo-Ufer in Belém, Lissabon                                                                                   | 52 m hohes Denkmal aus Anlass der Ausstellung der Portugiesischsprachigen Welt; zeigt auf jeder Seite 16 portugiesische Seefahrer oder Personen, die in der Geschichte der Entdeckungsfahrten des 15. und 16. Jahrhunderts eine bedeutsame Rolle spielten; heutige Fassung in Beton von 1960 nach dem Original |                                |
| 1946–54   | Statue von José Duarte Ramalho Ortigão                 | Jardim da Cardoaria, Porto                                                                                     | Statue des portugiesischen Dichters aus Stein von Lioz, dargestellt „mit dem Ausdruck eines geraden Blicks, die Augen vorwärts ausgerichtet“ | Aufnahme von Diego Delso, 2012 |
| 1960      | Statue von Prinz Heinrich dem Seefahrer                | Praça do Infante Dom Henrique, Lagos                                                                           | Statue des Förderers der portugiesischen Entdeckungsreisen, enthüllt zu seinem 500. Todestag |                                |
| 1960      | „Justiça“                                              | Palácio da Justiça, Porto                                                                                      | Bronzestatue einer Allegorie der Justiz vor Flachreliefs der vier Kardinaltugenden Weisheit, Tapferkeit, Gerechtigkeit und Mäßigung von Euclides Vaz |                                |
| 1970      | Statue von Óscar Carmona                               | Garten des Stadtmuseums von Lissabon                                                                           | Bronzestatue von António Óscar de Fragoso Carmona, Marschall des Heeres (1922–1925) und Präsident Portugals von 1926 bis 1951 |                                |
| 1971      | Denkmal für König João I.                              | Praça da Figueira, Lissabon                                                                                    | 6,5 m hohes Reiterstandbild in Bronze des 10. König Portugals, enthüllt am 30. Dezember 1971; Sockel des Architekten Jorge Segurado |                                |